# Teucrium chamaedrys
Il camedrio comune (nome scientifico Teucrium chamaedrys L., 1753) è una piccola pianta arbustiva, appartenente alla famiglia delle Lamiaceae.

## Etimologia
Il nome del genere (Teucrium) deriva da Teucro, mitico re di Troia figlio di Scamandro e della Ninfa Idea, che secondo Plinio per primo sperimentò le proprietà medicinali di alcuni vegetali (tra cui alcune piante del genere di questa voce). Dioscoride denominò queste piante dal greco “Teukrion”, ma è Linneo che riprese tale nome cambiandolo nel latino “Teucrium”. L'epiteto specifico (chamaedrys) deriva da due parole greche: "chamai" (= sul terreno, nano, strisciante) e "drys" (= quercia, albero) che insieme indicano una quercia nana, o qualche altra pianta bassa con foglie simili a quelle della quercia. Questo nome sembra sia stato utilizzato per la prima volta da Teofrasto (371 a.C. – Atene, 287 a.C.), filosofo e botanico greco antico, discepolo di Aristotele, autore di due ampi trattati botanici. In riferimento alla pianta di questa voce, il nome è stato dato per la somiglianza delle sue foglie con quelle della quercia.
Il nome scientifico della specie è stato definito per la prima volta da Carl von Linné (1707 – 1778) biologo e scrittore svedese, considerato il padre della moderna classificazione scientifica degli organismi viventi, nella pubblicazione "Species Plantarum - 2: 565" del 1753.

## Descrizione

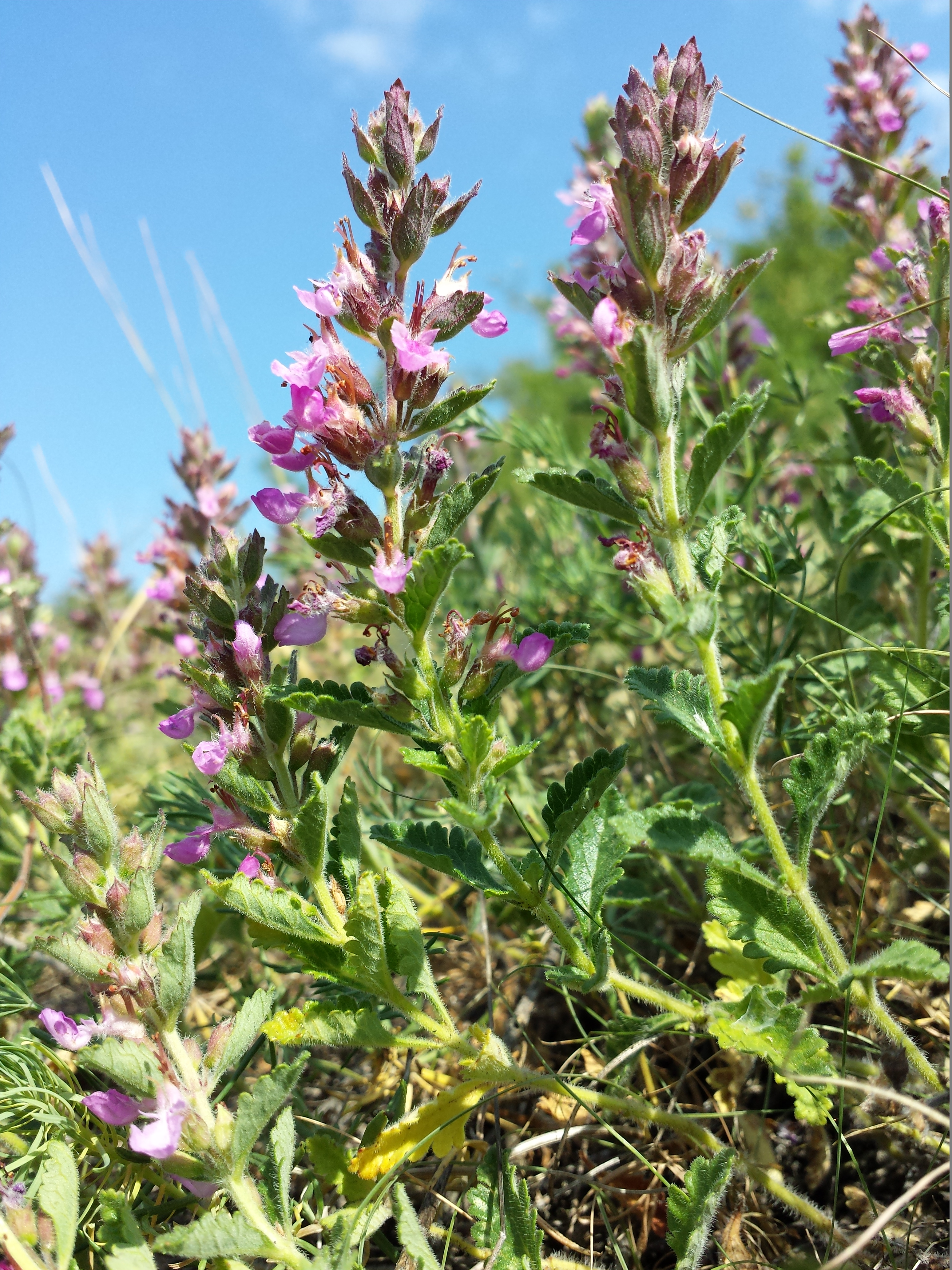
Il portamento

Queste piante raggiungono una altezza massima tra 20 e 35 cm. La forma biologica è camefita suffruticosa (Ch suffr), sono piante perenni e legnose alla base, con gemme svernanti poste ad un'altezza dal suolo tra i 2 ed i 30 cm (le porzioni erbacee seccano annualmente e rimangono in vita soltanto le parti legnose). Tutta la pianta è amara e aromatica con un odore sgradevole (sono presenti delle ghiandole contenenti oli eterici)..

### Radici
L'apparato radicale possiede un gracile rizoma con molte radichette (radici di tipo fascicolato). Inoltre la parte ipogea del fusto (essendo lignificata ed avendo perso le foglie più basse) radica facilmente con l'emissione di radici avventizie.

### Fusto
Il fusto è peloso e legnoso alla base con portamento ascendente. La pianta è cespitosa quindi nel suo insieme presenta numerosi fusti semplici. 

### Foglie

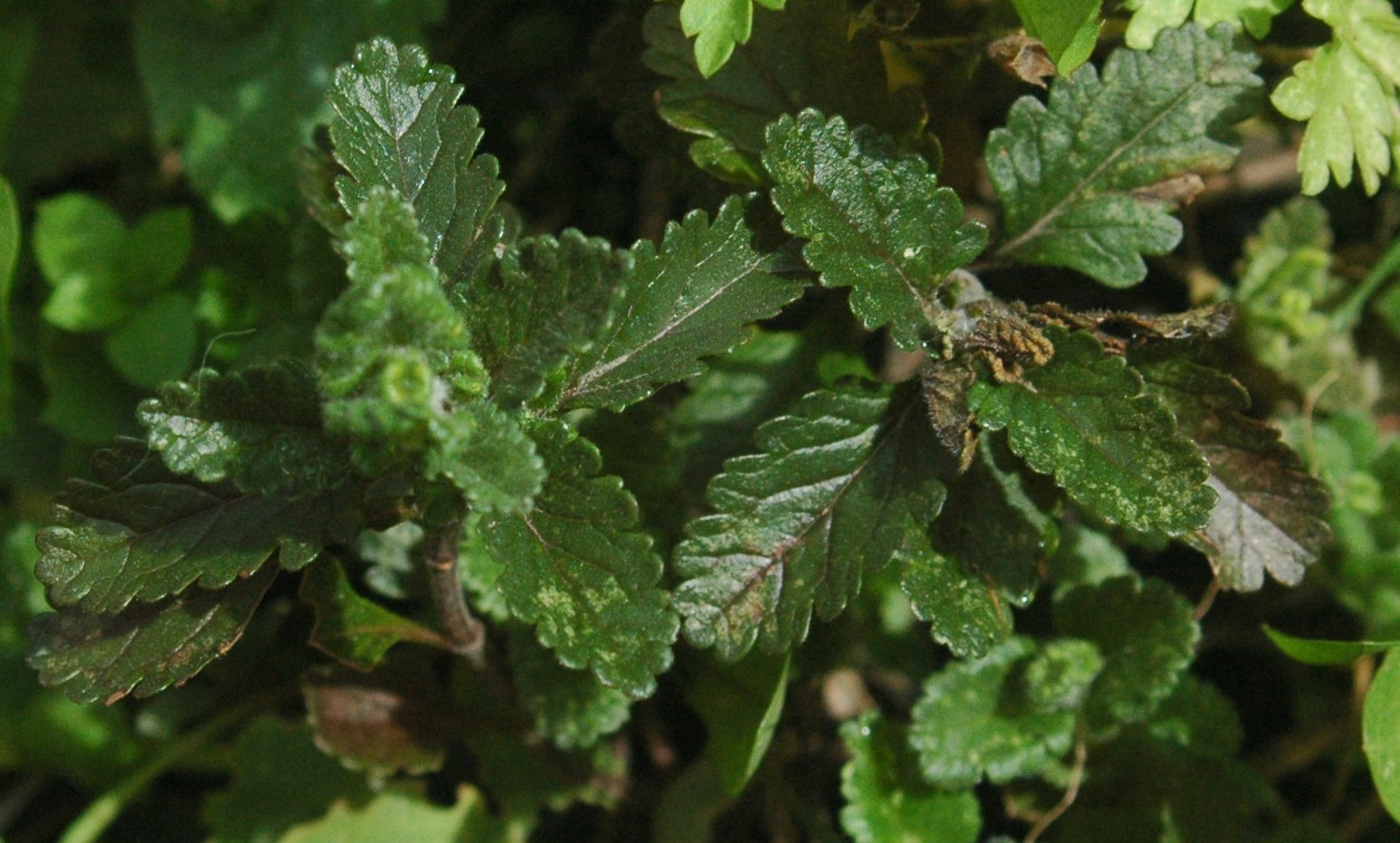
Le foglie

Le foglie sono pubescenti e lungo il caule sono disposte in modo opposto (inserite sul fusto a 2 a 2) ed hanno delle forme ovato-spatolate oppure oblungo-cuneate (si restringono a cuneo alla base) con i margini crenati o dentati (5 – 8 denti o lobi per lato). Le foglie inferiori sono brevemente picciolate (3 – 6 mm), mentre quelle superiori sono sessili ed intere. La pagina superiore della foglia è di colore verde brillante, lucido ed è innervata mentre quella inferiore è più pallida. Inoltre le foglie se stropicciate (sono lievemente coriacee) emettono un delicato aroma di aglio. Dimensione delle foglie: larghezza 7 – 10 mm; lunghezza 13 – 25 mm.

### Infiorescenza

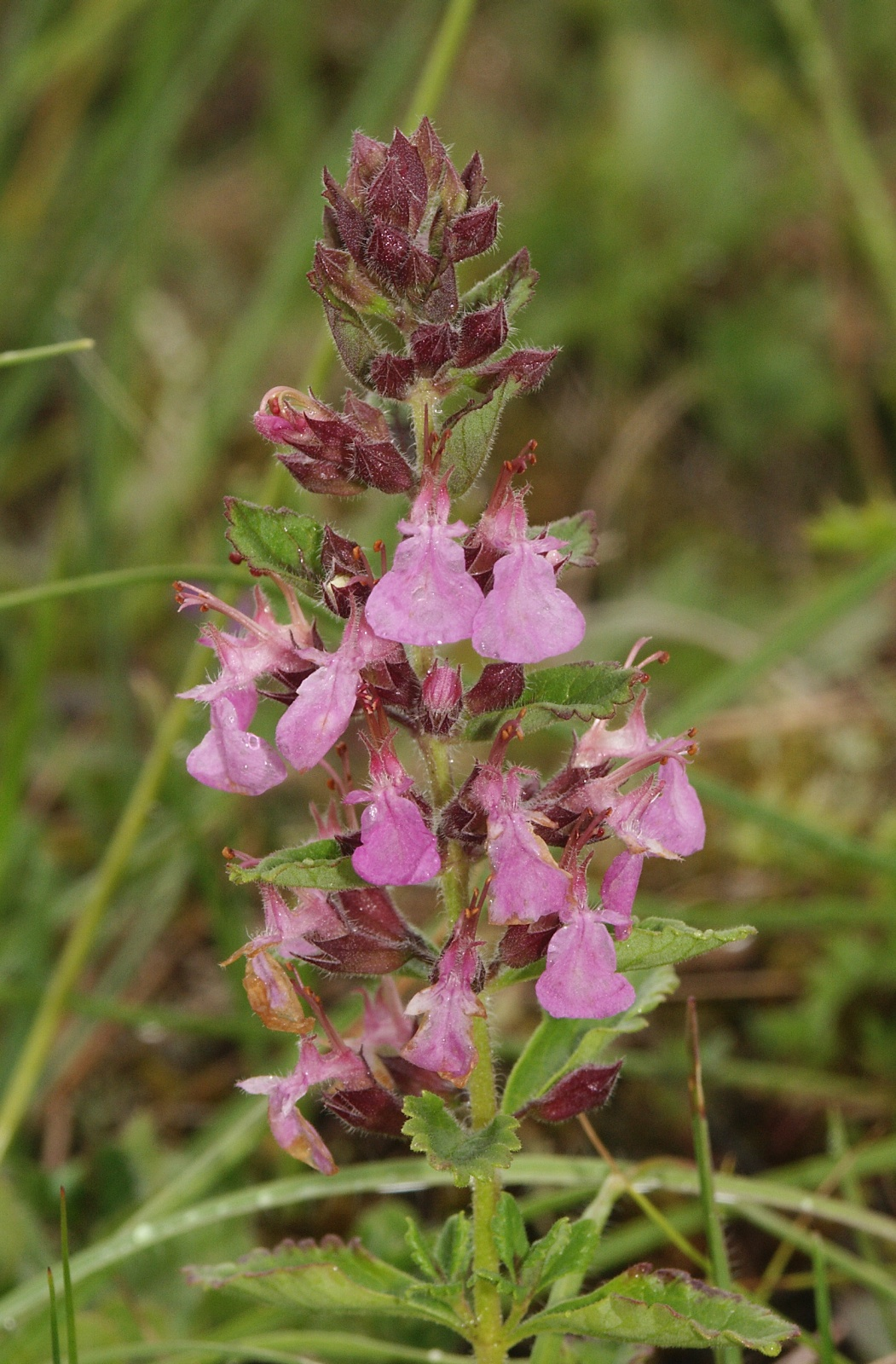
Infiorescenza terminale

L'infiorescenza è un denso spicastro composto da fiori disposti unilateralmente e da brattee lunghe quanto i fiori stessi ma più piccole delle foglie sottostanti. I fiori sono numerosi (da 2 a 6) in densi verticillastri e sono posizionati all'ascella delle foglie superiori (trasformate in brattee) con brevi peduncoli.

### Fiore

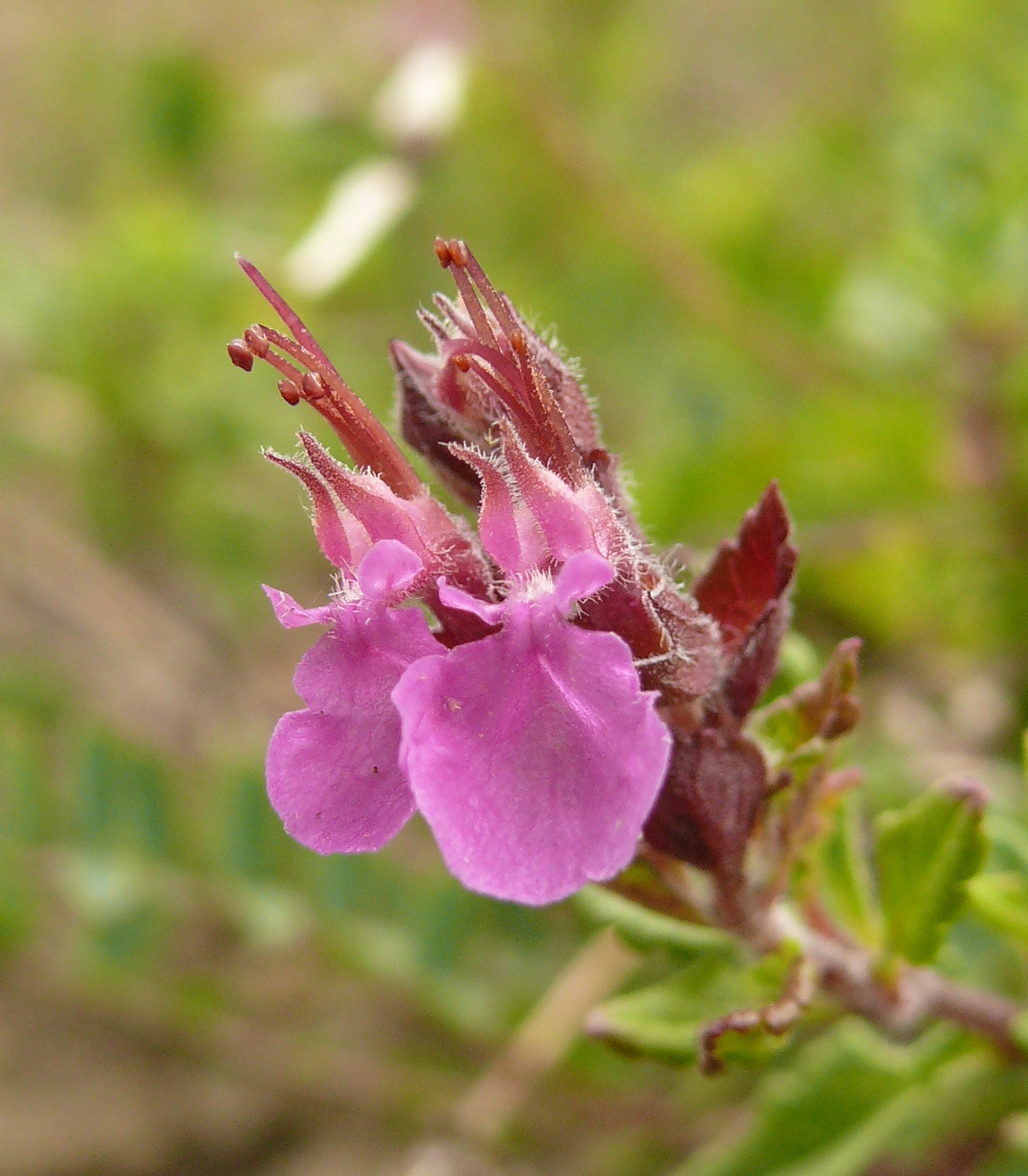
Fiore pseudobilabiato

I fiori sono ermafroditi, zigomorfi, tetrameri (4-ciclici), ossia con quattro verticilli (calice – corolla - androceo – gineceo) e pentameri (5-meri: la corolla e il calice sono a 5 parti).
- Formula fiorale: per la famiglia di questa pianta viene indicata la seguente formula fiorale:

X, K (5), [C (2+3), A 2+2] G (2), (supero), drupa
- Calice: il calice è più o meno attinomorfo, gamosepalo e peloso. La parte basale è tubulosa; quella terminale presenta 5 denti abbastanza regolari a forma lanceolato-triangolare e non molto lunghi. Il colore spesso è arrossato. Il calice è persistente. Lunghezza totale del calice: da 6 a 8 mm; quella dei denti è circa 2/3 del tubo.
- Corolla: la corolla è zigomorfa, gamopetala, pubescente e colorata di roseo porporino; in alcune varianti è giallo-pallida quasi biancastra, ma raramente. La forma è pseudobilabiata con il labbro superiore poco sviluppato con 2 lobi laterali ripiegati verso il basso e 2 verso l'alto, mentre quello- inferiore è più o meno trilobato col lobo centrale molto più grande, concavo e con bordi crenati. Non è presente un anello di peli all'interno della corolla. Dimensione della corolla: 9 – 19 mm.
- Androceo: l'androceo possiede quattro stami didinami, due grandi e due piccoli tutti fertili. I filamenti, sono adnati alla corolla. Gli stami sono paralleli, diritti e incurvati all'innanzi e parzialmente sporgenti dal tubo corollino. Le antere sono biloculari, di colore giallastro, ed emergono completamente dalle fauci. Le teche sono del tipo divaricato e confluenti in una sola fessura di deiscenza). Il polline matura con proterandria (prima della ricettività dei rispettivi stigmi). I granuli pollinici sono del tipo tricolpato o esacolpato.
- Gineceo: l'ovario è supero (o semi-infero) formato da due carpelli saldati (ovario bicarpellare) ed è 4-loculare per la presenza di falsi setti. La placentazione è assile. Gli ovuli sono 4 (uno per ogni presunto loculo), hanno un tegumento e sono tenuinucellati (con la nocella, stadio primordiale dell'ovulo, ridotta a poche cellule).[14] Lo stilo inserito alla base dell'ovario (stilo ginobasico) è del tipo filiforme ed è molto sporgente; è inoltre caduco. Lo stigma è bifido a forma di lacinie uguali e divergenti. I nettarii sono molto ricchi di zucchero e sono disposti in circolo tutto intorno all'ovario in modo irregolare.
- Fioritura: da giugno a settembre.

### Frutti
Il frutto è uno schizocarpo composto da 4 acheni ovoidali (tetrachenio) racchiusi nel calice che è persistente. La superficie del frutto è papillosa.

## Riproduzione
- Impollinazione: l'impollinazione avviene tramite insetti (impollinazione entomogama); soprattutto tramite api.
- Riproduzione: la fecondazione avviene fondamentalmente tramite l'impollinazione dei fiori (vedi sopra).
- Dispersione: i semi cadendo a terra (dopo essere stati trasportati per alcuni metri dal vento – disseminazione anemocora) sono successivamente dispersi soprattutto da insetti tipo formiche (disseminazione mirmecoria).

## Distribuzione e habitat

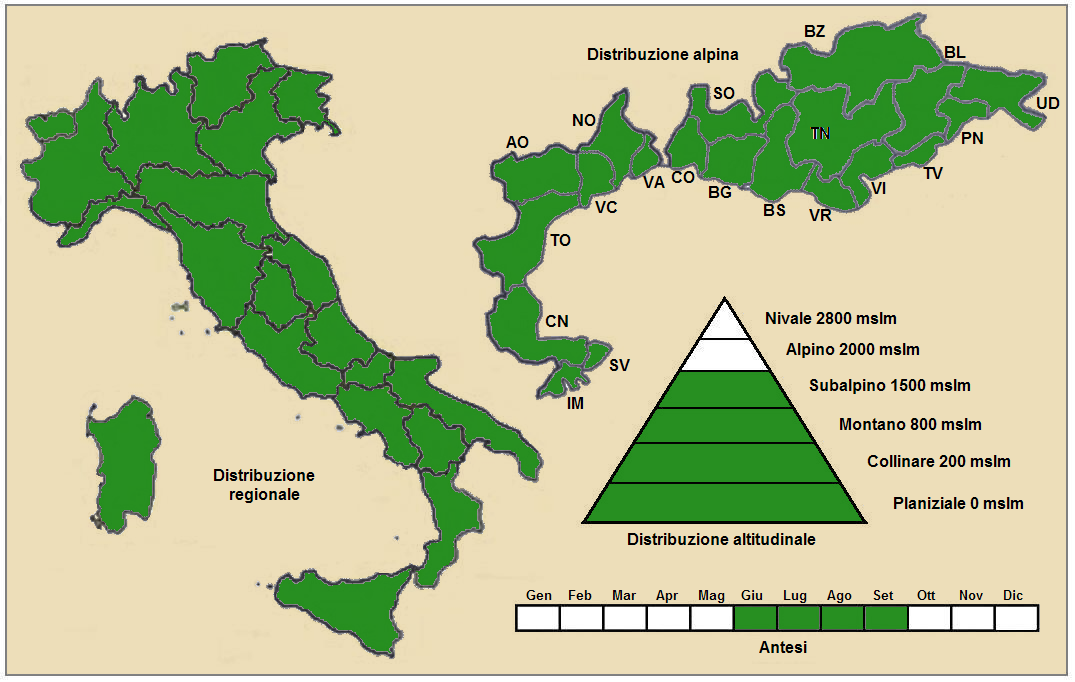
Distribuzione della pianta
(Distribuzione regionale – Distribuzione alpina)

- Geoelemento: l'origine corologica della pianta è definita come Euri-Mediterranea: si tratta di un areale centrato fondamentalmente sulle coste mediterranee, ma con propaggini che possono arrivare verso nord (Europa centrale) e verso est (paesi slavi).
- Distribuzione: questa pianta si trova in buona parte dell'Europa, in Asia minore e Africa settentrionale. In Italia è presente su tutto il territorio e può essere considerata una pianta spontanea della flora indigena italiana.
- Habitat: l'habitat tipico per questa specie sono i prati aridi, i boschi radi (di pino e di quercia – leccete e quercete xerofile) e i pendii rocciosi (sfasciumi di roccia). Vegeta principalmente su suolo calcareo. Il substrato preferito è calcareo ma anche siliceo con pH basico, bassi valori nutrizionali del terreno che deve essere arido.[16]
- Distribuzione altitudinale: sui rilievi queste piante si possono trovare fino a 1700 m s.l.m..; frequentano quindi i seguenti piani vegetazionali: collinare, montano e aubalpino (oltre a quello planiziale – a livello del mare).

### Fitosociologia
Dal punto di vista fitosociologico la specie di questa voce appartiene alla seguente comunità vegetale:
Formazione: delle comunità a emicriptofite e camefite delle praterie rase magre secche
Classe: Festuco-Brometea

## Tassonomia
La famiglia di appartenenza della specie (Lamiaceae), molto numerosa con circa 250 generi e quasi 7000 specie, ha il principale centro di differenziazione nel bacino del Mediterraneo e sono piante per lo più xerofile (in Brasile sono presenti anche specie arboree). Per la presenza di sostanze aromatiche, molte specie di questa famiglia sono usate in cucina come condimento, in profumeria, liquoreria e farmacia. Il genere Teucrium si compone di circa 250 specie, una quindicina delle quali vivono in Italia. La distribuzione è subcosmopolita, ma per lo più extratropicale e con la maggiore diversità nell'areale mediterraneo. All'interno della famiglia questo genere è descritto nella sottofamiglia Ajugoideae. Nelle classificazioni meno recenti la famiglia del genere Teucrium è chiamata Labiatae.
Il numero cromosomico di T. chamaedrys è: 2n = 60/62/64.

### Variabilità
T. chamaedrys è soggetta a presentare dei caratteri morfologici differenti a seconda della zona di ubicazione. In particolare la polimorfia si evidenzia nel tomento e la lobatura delle foglie. Le foglie ad esempio nella pagina superiore possono essere glabre o tomentose; i denti possono variare di forma (arrotondati o acuti), numero e lunghezza.
In riferimento all'habitat se le piante crescono in zone aride e molto soleggiate le foglie hanno una forma più vicina a quelle delle pennatosette, mentre se il luogo di crescita è ombroso, poco soleggiato e umido, la lamina fogliare si sviluppa più largamente e presenta dei denti appena visibili. Mentre nei soggetti che vegetano a quote alte (zone montane) i fusti sono molto pelosi con peli quasi ghiandolari.
In Italia (e in Francia) è presente la seguente sottospecie: *T. chamaedrys subsp. pectinatum Rech. f., 1941 - Caratteristiche principali: su ciascun lato delle foglie sono presenti 7 - 9 denti acuti, divergenti dal nervo centrale quasi ad angolo retto. Distribuzione italiana: Liguria.

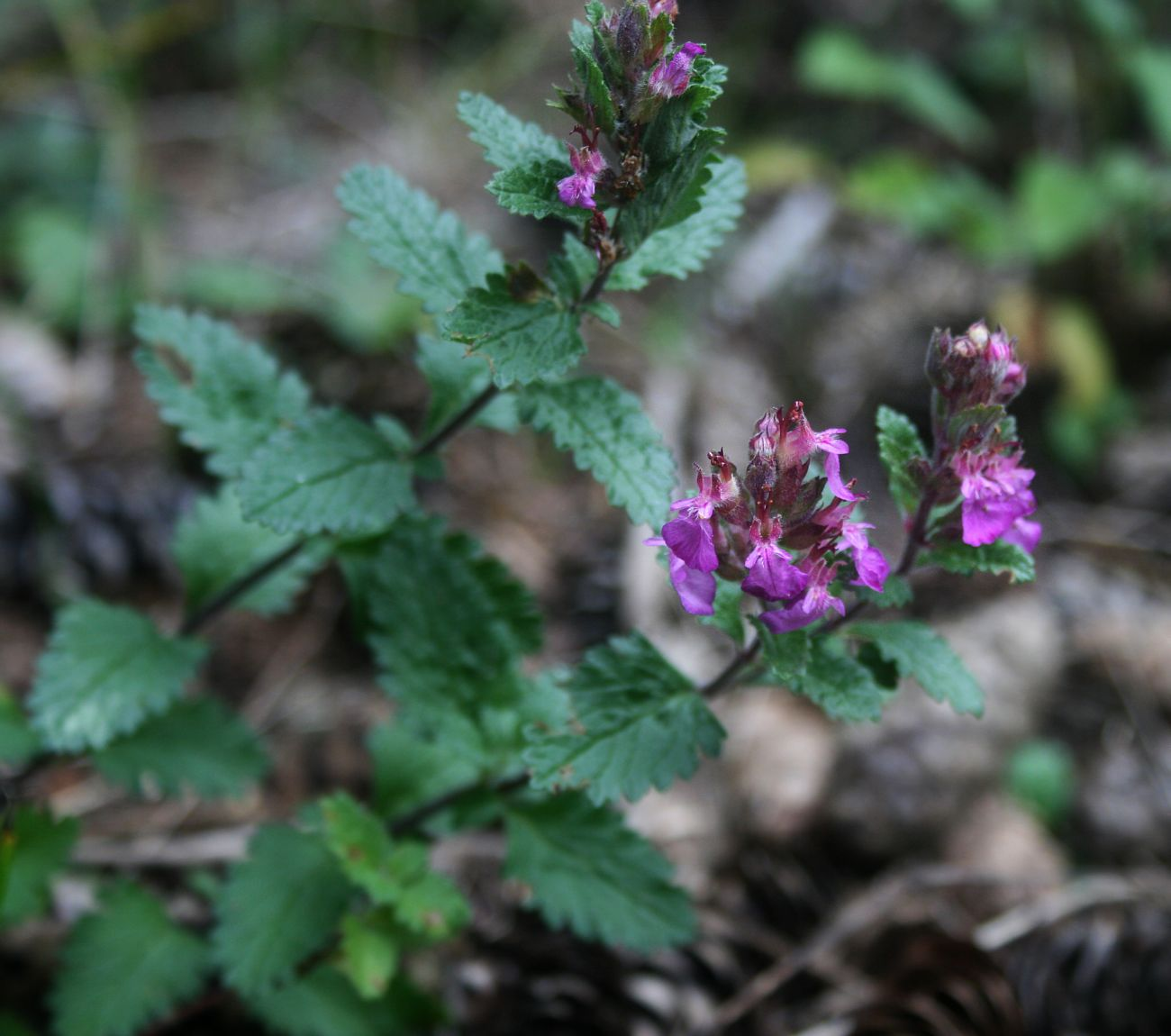
Sottospecie nuchense

Nel resto dell'Europa e dell'areale mediterraneo sono descritte le seguenti sottospecie:
- T. chamaedrys subsp. albarracini (Pau) Rechinger fil., 1941 - Distribuzione: Francia e Spagna
- T. chamaedrys subsp. algeriense Rech. f., 1941 - Distribuzione: Algeria
- T. chamaedrys subsp. chamaedrys - Distribuzione: Europa e Anatolia (è la specie capostipite presente in Italia).
- T. chamaedrys subsp. germanicum  (F. Hermann) Rechinger fil., 1941 - Distribuzione: Francia e Germania
- T. chamaedrys subsp. gracile (Batt.) Rech.f., 1941 - Distribuzione: Marocco
- T. chamaedrys subsp. lydium O. Schwarz, 1934 - Distribuzione: Grecia e Anatolia
- T. chamaedrys subsp. nuchense (K.Koch) Rech.f., 1941 - Distribuzione: Transcaucasia
- T. chamaedrys subsp. olympicum Rech. f., 1941 - Distribuzione: Grecia
- T. chamaedrys subsp. pinnatifidum (Sennen) Rechinger fil., 1941 - Distribuzione: Francia e Spagna (le foglie sono pennatosette)
- T. chamaedrys subsp. sinuatum (Celak.) Rech.f., 1941 - Distribuzione: Anatolia
- T. chamaedrys subsp. syspirense (K.Koch) Rech.f., 1941 - Distribuzione: Transcaucasia, Anatolia e Crimea
- T. chamaedrys subsp. trapezunticum Rech.f., 1941 - Distribuzione: Transcaucasia e Anatolia
- T. chamaedrys var. multinodum Bordz., 1916 - Distribuzione: Transcaucasia

### Ibridi
Nell'elenco seguente sono indicati alcuni ibridi intraspecifici:
- Teucrium x foucaudii Guilhot, 1899: ibrido tra T. chamaedrys e Teucrium polium.
- Teucrium x ruthenense Coste & Souliè, 1894: ibrido tra T. chamaedrys subsp. germanicum e Teucrium rouyanum.

### Sinonimi
Questa entità ha avuto nel tempo diverse nomenclature. L'elenco seguente indica alcuni tra i sinonimi più frequenti:
- Chamaedrys officinalis (Lam.) Moench
- Monochilon rubellus Dulac
- Teucrium albarracini Pau., 1887
- Teucrium chamaedrys var. albiflorum Bellynck
- Teucrium chamaedrys var. semiglaucum Sennen
- Teucrium fagetorum Klokov, 1960
- Teucrium multiflorum L.
- Teucrium officinalis Lam., 1779
- Teucrium pinnatifidum Sennen, 1928
- Teucrium pseudochamaedrys Wenderoth, 1826
- Teucrium pulchrius Juz.
- Teucrium stevenianum Klokov.
- Teucrium veronicifolium Salisb., 1796

### Specie simili
Nell'areale alpino sono presenti diverse specie del genere Teucrium. L'elenco seguente mette a confronto quelle più simili a quella di questa voce:
- Teucrium botrys L. - Camedrio botri: i verticilli fiorali sono più distanziati e le foglie sono pennatosette.
- Teucrium chamaedrys L. - Camedrio querciola: il fusto alla base è legnoso; le foglie sono simili a quelle della quercia; il calice è attinomorfo.
- Teucrium scordium L. - Camedrio scordio: il portamento è quasi cespuglioso, ma i fusti sono erbacei.
- Teucrium scorodonia L. - Camedrio scordonia: è una pianta più alta, la ramosità è più fitta e le foglie sono più grandi; il tubo della corolla è lungo il doppio del calice.

## Usi

### Farmacia
- Sostanze presenti: teucrioresina, scutellarina, colina, tannino. La pianta fornisce inoltre una essenza con una buona resa (0,6%) di colore giallo ed un particolare e caratteristico odore che contiene varie sostanze: pinene, canfene, borneolo, cariofillene.
- Proprietà curative: in passato questa pianta veniva usata per le sue proprietà lassative (regola blandamente le funzioni intestinali), o carminative, o ancora digestive e stomachiche. Esternamente ad esempio si usava come astringente nella piorrea e nelle gengiviti (mucose orali infiammate). Tutti benefici comunque mai provati definitivamente mentre risulta essere una pianta epatotossica, ed il suo uso in qualunque forma è proibito dallo stesso Ministero della Salute (Firenzuoli, 2008).[20]

### Cucina
il camedrio è una pianta mellifera e si può produrre del miele, ma nelle ristrette aree dove la pianta è diffusa.
Questa pianta veniva molto usata per la preparazione di liquori stomachichi a fondo amaro o nell'industria del vermouth e bevande in genere. Ora non più per una riconosciuta e comprovata tossicità di alcuni suoi componenti (diterpeni neoclerodanici) che possono provocare epatiti di vario tipo (disturbi al parenchima epatico).

### Giardinaggio
Il Camedrio è molto indicato per ornare la varie zone, sempre soleggiate, dei giardini rocciosi (scarpate, pendii sassosi o bordure). La moltiplicazione di questa pianta è abbastanza facilitata in quanto può avvenire sia per seme che per divisione dei cespi (in Primavera).

## Altre notizie
Il camedrio querciola in altre lingue è chiamato nei seguenti modi:
- (DE)  Edel-Gamander
- (FR)  Germandrée petit chène
- (EN)  Wall Germander

## Galleria d'immagini

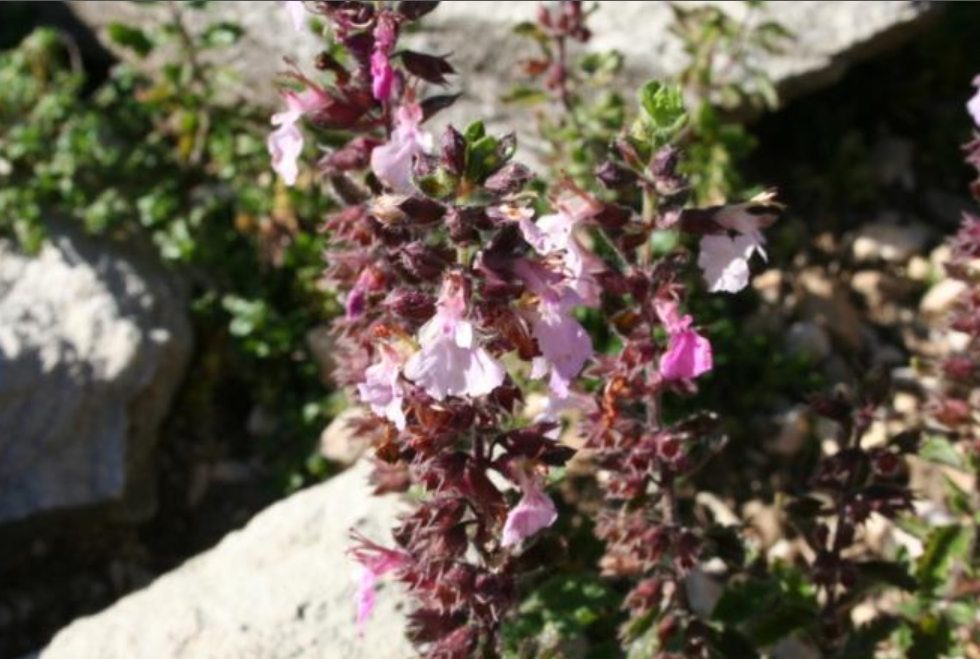
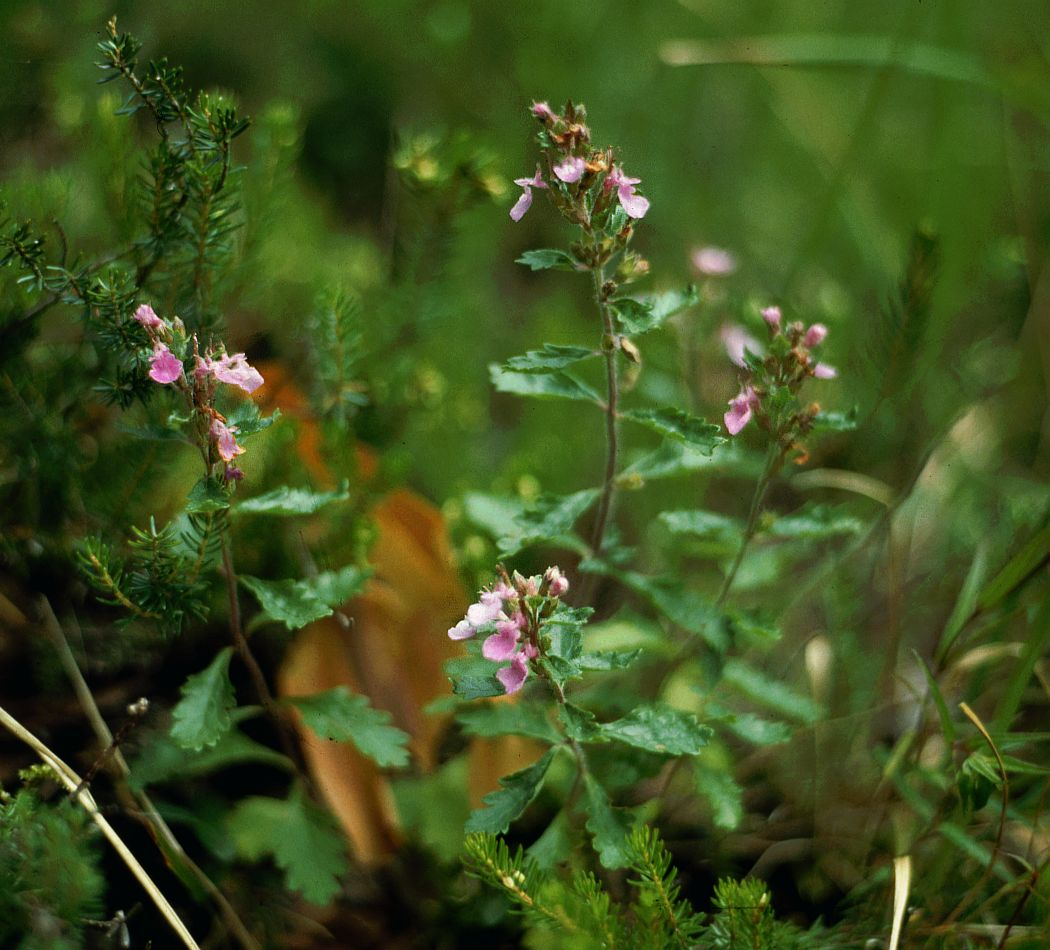
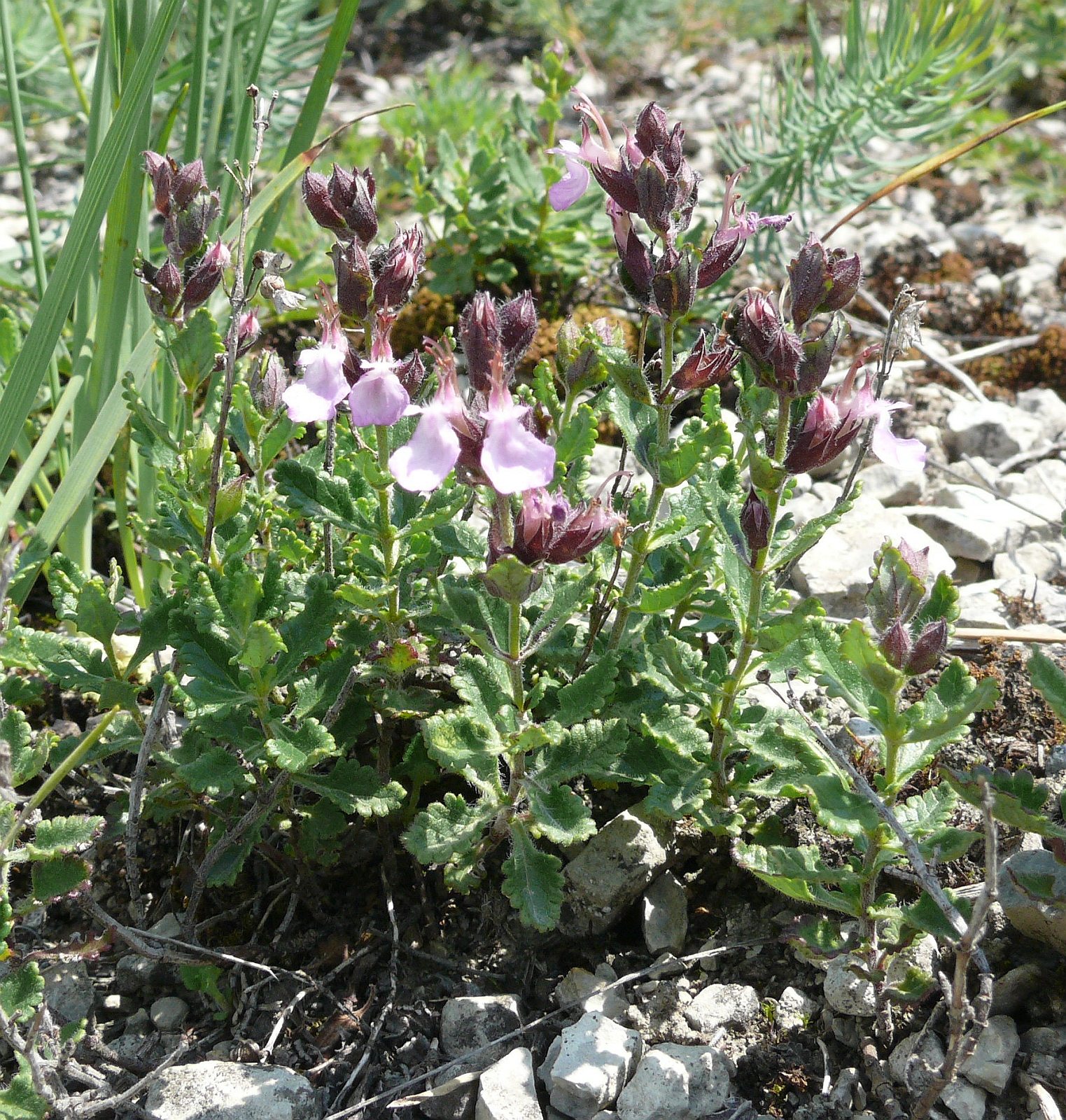